# ماریوس اویکونومو
ماریوس اویکونومو (یونانی: Μάριος Οικονόμου؛ زادهٔ ۶ اکتبر ۱۹۹۲) بازیکن فوتبال اهل یونان است.
از باشگاه‌هایی که در آن بازی کرده‌است می‌توان به باشگاه فوتبال بولونیا، باشگاه فوتبال گیانینا، و باشگاه فوتبال کالیاری اشاره کرد.
وی همچنین در تیم‌های ملی فوتبال زیر ۲۱ سال یونان و بزرگسالان یونان بازی کرده‌است.